# Krakvät
Krakvät är en våtmark i Hablingbo socken på Gotland, som utgör ett Naturreservat och natura 2000-område.
Krakvät är påverkat av dikning genom en kanal som går genom området. Trots det har området behållit sin karaktär av våtmark då kanalen vintertid inte klarar av att svälja vattenmängden i kanalen och då översvämmar skogsområdet runt krakvät. Under sommartid torkar dock området upp. Då blommar kärrnycklar rikligt i området. Bland andra arter i reservatet märks dvärgviol, sumpgentiana, toppfrossört, strandmaskros, ängsnycklar, kärrknipprot och honungsblomster.